# 馬陟
馬陟（1459年—？），字文明，錦衣衛官籍直隸合肥縣人，明朝政治人物。

## 生平
順天府鄉試第九名舉人。弘治六年（1493年）中式癸丑科會試第二百十八名，三甲第十七名進士。授中书舍人，正德二年（1507年）三月升尚寶司司丞，五年二月升光禄寺少卿，十一年正月升南京太僕寺少卿，托言守坟抚子，乞仍旧官居京师，九月遂改北太僕寺少卿。

## 家族
曾祖馬福，贈錦衣衛指揮同知；祖父馬順，贈錦衣衛指揮同知；父馬升，錦衣衛千戶致仕。嫡母紀氏（封宜人）；生母許氏。具庆下。兄馬隆（錦衣衛正千户）。